# Minagrion
Minagrion is een geslacht van libellen (Odonata) uit de familie van de waterjuffers (Coenagrionidae).

## Soorten
Minagrion omvat 5 soorten:
- Minagrion caldense Santos, 1965
- Minagrion canaanense Santos, 1967
- Minagrion mecistogastrum (Selys, 1876)
- Minagrion ribeiroi (Santos, 1962)
- Minagrion waltheri (Selys, 1876)